# アルジェリアの大統領
アルジェリアの大統領（アルジェリアのだいとうりょう、アラビア語: رئيس الجزائر）は、アルジェリア民主人民共和国の元首たる大統領である。

## 概要
1962年にフランスとのアルジェリア戦争で勝利したときの統治体制は議院内閣制であった。翌1963年に独立時に制定した憲法により首相職を廃止し、大統領は元首と政府の長を兼任した。1979年の憲法改正により首相職を再び設置し、大統領の権限は縮小された。
アルジェリア民族解放戦線（FLN）の一党独裁制であったが、1989年の憲法改正で複数政党制が導入された。

## 選出
国民の直接選挙で選出される。
任期は5年。憲法の規定により3選は禁止されていたが、2008年の憲法改正で制限が削除された。

## 大統領の一覧
| アルジェリア共和国臨時政府 (1958-1962) |                                                                        |                                  |                                  |                                  |                                |                      |                                   |
| 代                                     | 大統領                                                                 | 大統領                           | 所属政党                         | 期                               | 在任期間                       | 在任期間             | 備考                              |
| 00－                                   | フェルハット・アッバース فرحات عباس Ferhat Abbas                       |                                  | アルジェリア民族解放戦線 （FLN） | －                               | 1958年9月19日 - 1961年8月9日   | 2年 + 324日          | 暫定元首 （臨時政府大統領）       |
| 00－                                   | ベンユーセフ・ベンケッダ بن يوسف بن خدة Benyoucef Benkhedda            |                                  | アルジェリア民族解放戦線 （FLN） | －                               | 1961年8月9日 - 1962年9月27日   | 1年 + 49日           | 暫定元首 （臨時政府大統領）       |
| 00－                                   | アブドル・ラーマン・ファレス عبدالرحمن فارس Abderrahmane Farès         |                                  | アルジェリア民族解放戦線 （FLN） | －                               | 1962年4月6日 - 1962年9月25日   | 172日                | 暫定元首 （暫定統治評議会議長）   |
| アルジェリア民主人民共和国 (1962-現在) |                                                                        |                                  |                                  |                                  |                                |                      |                                   |
| 代                                     | 大統領                                                                 | 大統領                           | 所属政党                         | 期                               | 在任期間                       | 在任期間             | 備考                              |
| 00－                                   | フェルハット・アッバース فرحات عباس Ferhat Abbas                       |                                  | アルジェリア民族解放戦線 （FLN） | －                               | 1962年9月25日 - 1963年9月15日  | 355日                | 元首 （制憲議会議長）             |
| 001                                    | アフマド・ベン・ベラ أحمد بن بلّة Ahmed Ben Bella                       |                                  | アルジェリア民族解放戦線 （FLN） | 1                                | 1963年9月15日 - 1965年6月19日  | 1年 + 277日          | 任期満了前に解任                  |
| 00－                                   | ウアリ・ブーメディエン هواري بومدين Houari Boumediene                  |                                  | 無所属 （軍人）                  | －                               | 1965年6月19日 - 1976年12月10日 | 11年 + 174日         | 大統領代行 （革命評議会議長）     |
| 002                                    | ウアリ・ブーメディエン هواري بومدين Houari Boumediene                  | アルジェリア民族解放戦線 （FLN） | 2                                | 1976年12月10日 - 1978年12月27日  | 2年 + 17日 （計13年 + 191日）  | 在任中に死去         |                                   |
| 00－                                   | ラバ・ビタト رابح بيطاط Rabah Bitat                                    |                                  | 2                                | アルジェリア民族解放戦線 （FLN） | 1978年12月27日 - 1979年2月9日  | 44日                 | 大統領代行 （国民評議会議長）     |
| 003                                    | シャドリ・ベンジェディド شاذلي بن جديد Chadli Bendjedid                |                                  | アルジェリア民族解放戦線 （FLN） | 3                                | 1979年2月9日 - 1984年2月9日    | 12年 + 336日         |                                   |
| 003                                    | シャドリ・ベンジェディド شاذلي بن جديد Chadli Bendjedid                | 4                                | アルジェリア民族解放戦線 （FLN） | 1984年2月9日 - 1988年2月9日      |                                | 12年 + 336日         |                                   |
| 003                                    | シャドリ・ベンジェディド شاذلي بن جديد Chadli Bendjedid                | 5                                | アルジェリア民族解放戦線 （FLN） | 1988年2月9日 - 1992年1月11日     | 任期満了前に辞任               | 12年 + 336日         |                                   |
| 00－                                   | アブデルマレク・ベンハビレス عبد المالك بن حبيلس Abdelmalek Benhabyles |                                  | アルジェリア民族解放戦線 （FLN） | －                               | 1992年1月11日 - 1992年1月14日  | 3日                  | 大統領代行 （憲法評議会議長）     |
| 00－                                   | ムハンマド・ブーディアフ محمد بوضياف Mohamed Boudiaf                   |                                  | 社会主義革命党 （PRS）           | －                               | 1992年1月14日 - 1992年6月29日  | 167日                | 大統領代行 （国家最高委員会議長） |
| 00－                                   | アリー・カーフィー علي حسين كافي Ali Kafi                              |                                  | アルジェリア民族解放戦線 （FLN） | －                               | 1992年7月2日 - 1994年1月31日   | 1年 + 213日          | 大統領代行 （国家最高委員会議長） |
| 00－                                   | リアミーヌ・ゼルーアル اليمين زروال Liamine Zéroual                    |                                  | 無所属 （軍人）                  | －                               | 1994年1月31日 - 1995年11月27日 | 1年 + 300日          | 大統領代行 （国家最高委員会議長） |
| 004                                    | リアミーヌ・ゼルーアル اليمين زروال Liamine Zéroual                    | 6                                | 無所属 （軍人）                  | 1995年11月27日 - 1997年2月21日   | 3年 + 151日                    |                      |                                   |
| 0(4)                                   | リアミーヌ・ゼルーアル اليمين زروال Liamine Zéroual                    | 6                                | 民主国民連合 （RND）             | 1997年2月21日 - 1999年4月27日    | 3年 + 151日                    |                      |                                   |
| 005                                    | アブデルアジズ・ブーテフリカ عبد العزيز بوتفليقة Abdelaziz Bouteflika  |                                  | アルジェリア民族解放戦線 （FLN） | 7                                | 1999年4月27日 - 2004年4月27日  | 19年 + 340日         |                                   |
| 005                                    | アブデルアジズ・ブーテフリカ عبد العزيز بوتفليقة Abdelaziz Bouteflika  | 8                                | アルジェリア民族解放戦線 （FLN） | 2004年4月27日 - 2009年4月27日    |                                | 19年 + 340日         |                                   |
| 005                                    | アブデルアジズ・ブーテフリカ عبد العزيز بوتفليقة Abdelaziz Bouteflika  | 9                                | アルジェリア民族解放戦線 （FLN） | 2009年4月28日 - 2014年4月28日    |                                | 19年 + 340日         |                                   |
| 005                                    | アブデルアジズ・ブーテフリカ عبد العزيز بوتفليقة Abdelaziz Bouteflika  | 10                               | アルジェリア民族解放戦線 （FLN） | 2014年4月28日 - 2019年4月2日     | 任期満了前に辞任               | 19年 + 340日         |                                   |
| 00－                                   | （欠員）                                                               | （欠員）                         | （欠員）                         | 2019年4月2日 - 2019年4月9日      | 7日                            | 大統領欠員の確定期間 |                                   |
| 00－                                   | アブデルカデル・ベンサラー عبد القـادر بن صالح Abdelkader Bensalah     |                                  | 民主国民連合 （RND）             | －                               | 2019年4月9日 - 2019年12月19日  | 254日                | 大統領代行 （国民評議会議長）     |
| 006                                    | アブデルマジド・テブン عبد المجيد تبون Abdelmadjid Tebboune            |                                  | アルジェリア民族解放戦線 （FLN） | 11                               | 2019年12月19日 - （現職）      | 5年 + 83日           |                                   |